# Calliostoma sapidum
Calliostoma sapidum là một loài ốc biển, là động vật thân mềm chân bụng sống ở biển thuộc họ Calliostomatidae.